# BirdLife International
BirdLife International (ранее International Council for Bird Preservation) — международная организация по защите птиц и сохранению их среды обитания. Представляет собой товарищество более 120 сотрудничающих неправительственных природоохранных организаций. Общая численность сотрудников более 2,5 миллионов человек.
Штаб-квартира группы находится в Кембридже, Великобритания. Основными партнерами являются Королевское общество защиты птиц, Японское общество диких птиц и Национальное Одюбоновское общество.
В задачи BirdLife International входит предотвращение вымирания видов птиц, выявление и охрана важных мест для птиц, поддержание и восстановление ключевых мест обитания птиц и расширение прав и возможностей защитников природы во всем мире. Под руководством Глобального совета организации-члены осуществляют стратегии группы на местном, региональном и национальном уровнях.
BirdLife International определила 7500 важных районов обитания птиц и управляет более чем 1 млн. га мест обитания диких животных. BirdLife International определила более 1000 видов птиц, находящиеся под угрозой исчезновения, и разработала стратегии сохранения для каждого из них. 

## История
Организация была основана в 1922 году американскими орнитологами Томасом Гилбертом Пирсоном и Жаном Теодором Делакуром и изначально именовалась International Council for Bird Preservation. В 1993 название общества было изменено на BirdLife International.
Организация базируется в Кембридже, однако имеет региональные секретариаты на всех других континентах. По уставу, в каждой стране у неё может быть только один партнёр; на июль 2013 года их насчитывалось 121, то есть представители 2/3 стран мира. Российским представителем BirdLife International с 1995 года по 2009 год выступал Союз охраны птиц России. В Белоруссии с 2005 года в статусе официального партнёра BirdLife International работает общественное объединение «Ахова птушак Бацькаўшчыны». В Казахстане представитель BirdLife International c 2010 года и полноправный партнер с 2015 года — республиканское общественное объединение «Казахстанская ассоциация сохранения биоразнообразия»
В 2007 году BirdLife International запустила масштабную кампанию по спасению вымирающих видов птиц. Стоимость проекта составила около 40 миллионов долларов.
Президентом организации сегодня является принцесса Такамадо, член японской императорской семьи.

## Награды
- Премия Хейнекена (1994)